# سایمون برینت
سایمون برینت (انگلیسی: Simon Brint؛ ‏ ۲۶ سپتامبر ۱۹۵۰ – ۲۹ مهٔ ۲۰۱۱) موسیقی‌دان و آهنگساز اهل بریتانیا بود.
از فیلم‌ها یا مجموعه‌های تلویزیونی که وی در آن‌ها نقش داشته‌است، می‌توان به وحشتناک‌ترین قتل اشاره نمود.